# IC 5227
IC 5227 — галактика типу SBab () у сузір'ї Тукан.
Цей об'єкт міститься в оригінальній редакції індексного каталогу.